# 笹子隧道 (中央自動車道)
35°37′16″N 138°47′34″E / 35.62111°N 138.79278°E

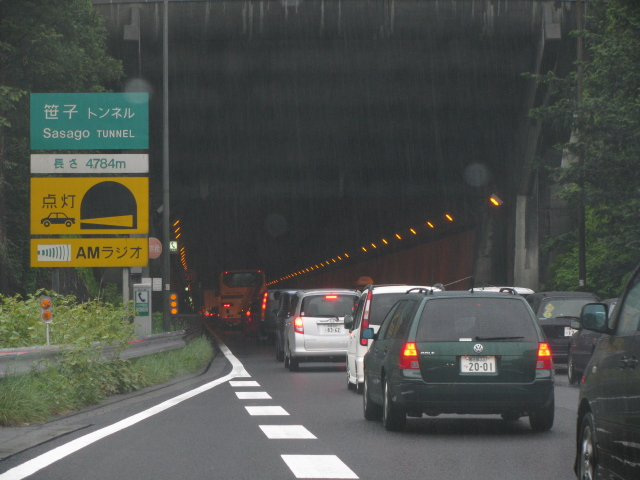
笹子隧道於甲州市的出入口（攝於2009年5月）

笹子隧道（日语：／ Sasago tonneru */?）是日本一條公路隧道，連接山梨縣大月市和甲州市，是中央自動車道的一部分。距首都東京以西80公里，全長4.7公里。由中日本高速公路公司負責管理。1977年通車。

## 崩塌事件

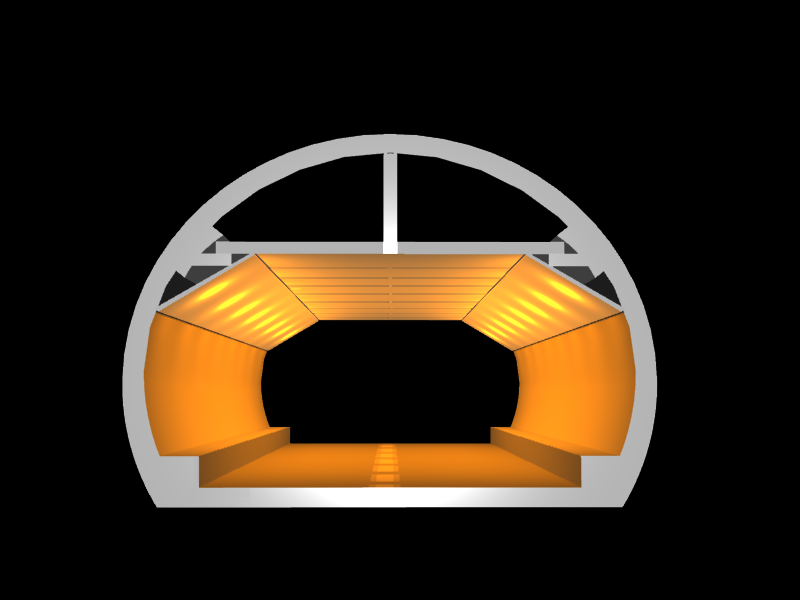
笹子隧道剖面圖

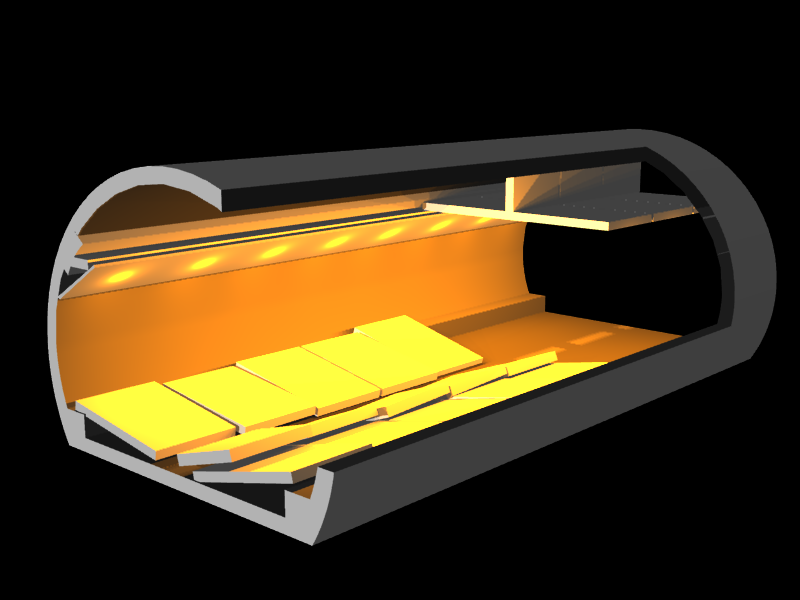
天花板崩落的狀態

2012年12月2日早上8時許，該隧道距甲州市兩公里處發生天花板崩塌事故，往東京方向的上行隧道中央約100米路段突然有多達100塊5米長、1.2米闊、20厘米厚、每塊達1.2公噸的天花板塌下。多部行駛中的汽車被擊中，有汽車起火，隧道內頓時濃煙密佈。事件導致9人死亡，另外多人受傷。據專家估計，崩塌原因可能是因隧道鋼筋老化所致，亦有可能是2011年東日本大震災的後遺症。
原本裝設天花板是做為隧道的導風通道，發生事故後，天花板全數拆除，改裝設軸流式風機。
2019年4月13日，隧道口旁及初狩停車區內設立的崩塌事故紀念碑落成。